# Dimos Nikolaos Skoufas
Dimos Nikolaos Skoufas (Nikolaos Skoufas) är en kommun i Grekland.   Den ligger i prefekturen Nomós Ártas och regionen Epirus, i den centrala delen av landet, 260 km nordväst om huvudstaden Aten. Antalet invånare är 14 491. Arean är 226 kvadratkilometer.
Terrängen i Dimos Nikolaos Skoufas är kuperad åt nordost, men åt sydväst är den platt.